# 松平定直
松平 定直（まつだいら さだなお）は、江戸時代前期から中期にかけての大名。伊予国松山藩の第4代藩主。定勝系久松松平家宗家5代。官位は従四位下・侍従。

## 生涯

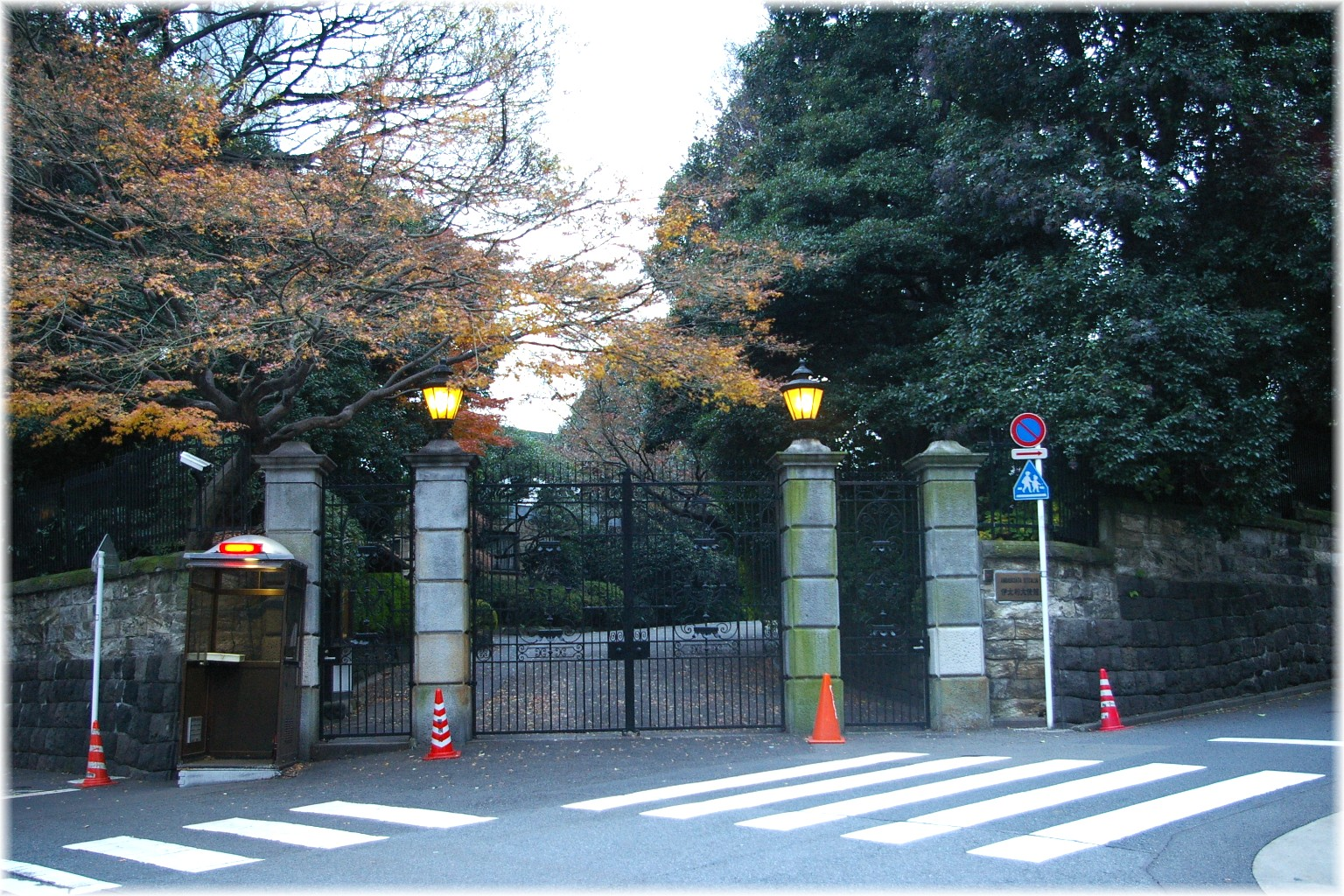
松山藩中屋敷跡（東京都港区）
----
松山藩の江戸藩邸のうち、三田の中屋敷跡には現在イタリア大使館が建っている。

伊予今治藩2代藩主・松平定時の長男として誕生した。実母は側室嶺頂院殿（平岡重定娘）。幼名は鍋之助。延宝2年（1674年）、又従兄に当たる伊予松山藩主・松平定長の養嗣子となり、同年に定長が死去したため松山藩主に就任。養母は京極氏の女春光院殿。この年に従五位下・淡路守に任じられ、その3年後には隠岐守に転じ、従四位下に昇る。
享保5年（1720年）、江戸松山藩邸三田中屋敷にて卒去。享年61（満60歳没）。
法号は大龍院殿前四位拾遺兼隠州刺史観誉喜広聞証大居士。遺骸は三田済海寺で荼毘に付され、遺骨は松山大林寺に葬られた。三男の定英が跡を継いだ。

### 越後中将お預かり
天和元年（1681年）6月26日、越後騒動で改易となった元・越後高田藩主の松平光長が配流処分となり、松山藩が預かることとなる。8月1日松山に到着した光長を、松山城三ノ丸に蟄居させる。翌年4月、北の丸の蟄居屋敷に移転させる。この光長の預かりは、光長が江戸に移送される貞享元年(1683年)末まで続いた。同年11月1日、光長赦免の幕府からの奉書は、定直を通して光長が受領し、同月25日に光長は松山を発して江戸へ向かった。光長は合力米3万俵を与えられ旗本となる（宣富の代に津山藩10万石の準国主大名として復帰）。

### 藩政改革
貞享4年（1687年）、藩庁を松山城二ノ丸より三ノ丸に移し、二ノ丸を藩庁別棟（隠居所）とする。宝永元年（1704年）、将軍家世嗣徳川家宣の官位昇進のため京都御使を命ぜられ侍従に昇進する。京都では東山天皇の拝謁を賜う。翌年、領内では財政難から初めて藩札を発行。一方で地坪制度を導入することによって農民負担の均質化をはかり、課税法を検見法から定免法に改めることによって安定した年貢収入に成功する。

### 元禄赤穂事件
元禄15年12月15日（1703年1月31日）に発生した赤穂事件に関して、定直は赤穂浪士47名のうち大石良金・堀部武庸・木村貞行・中村正辰・菅谷政利・千馬光忠・不破正種・大高忠雄・貝賀友信・岡野包秀の10名の預かりを命じられた。この頃、病床にあった定直は江戸城への登城ができず家臣を通じてこの命令を受けた。
元禄16年1月5日（1703年2月20日）になって浪士達と会見。会見の遅れへの謝罪と仇討ちへの称賛を送り、「もっと大歓迎をしたいところだが、幕府からのお預かり人であるためできない。しかし諸事不自由はさせない。用事があれば遠慮なく家臣に申し付けてくれてかまわない」と述べている。しかし実態は、次段以降のように酷い待遇だったので、山本博文は定直の言いようは「形ばかりの御為ごかし（自身の体裁を繕うだけの建前）」に過ぎず、本心とは違うと分析している。
松山藩では義士を罪人として扱い、厳しい対応をした記録が松平家に多数残る。護送は厳重を極め、藩士は鎖を着込み具足も携行している。「鉄砲まで準備して警備」し見回り番、不寝番を置いた。「火の許不用心」という理由で煙草・酒・風呂・暖房具（炭火など）も禁じた。さらにまだ処分も決まってない時期から、全員の切腹における介錯人まで決めてしまった。当日は「早天より切腹人に水風呂使わし、みな謦咳の有様にて切腹申付を憂惧して拝す」とある。切腹の際は「切腹人の後ろに持筒一人」と鉄砲足軽を待機させ、小脇差を手にした義士が暴れた時に備えた。
特に大石良金に対しては、介錯人・波賀清太夫が「切腹者が小脇差を取り上げ腹に当てる前に首を打つ」「左の手にて髻（たぶさ）を持って落とした首をもち上げ、目付に見せる」など無礼な扱いをした記述がある。波賀が手柄顔で大石の落とした首を振り回したので、血が飛び散ったとされる「主税梅」が泉岳寺には現存する。宮澤誠一は、波賀が日頃から武術の鍛錬ばかりしている古武士タイプであり、お預かりと切腹に千載一遇の働きどころと張り切り、気合いが入っていたのではないかと述べている。
切腹後に松平家用人・三浦七郎兵衛は、義士の遺体や持物を藩で勝手に処分しようとしたが、老中・秋元喬朝から「泉岳寺へ遣わすよう」指示されている。御徒組頭が足軽を率いて同寺に葬送した。また定直は、介錯した者へは衣類・刀等を改めるべしと金子を与えた。
これらのことが「細川の　水の（水野忠之）流れは清けれど　ただ大海（毛利甲斐守）の　沖（松平隠岐守）ぞ濁れる」（当時の狂歌）と批判された（それでも、近年は松山市を義士会が訪れ、赤穂義士祭が行われるなど、赤穂市と交流がある）。

### 治世47年
文化面では俳諧にたしなみ、その興隆に貢献した。神学者の大山為起も招き、松山味酒神社の神主とした。為起は松山で宝永7年（1710年）、『日本書紀』の注釈書『日本書紀味酒講記』全55巻を完成させた。大宝寺と西林寺の修復も行った。

## 遺品
- 茶入「北野茄子（きたのなす）」[8] - 野村美術館所蔵。

## 系譜
- 正室：正心院 - 稲葉正往娘
  - 長男：定仲（1687年 - 1691年、早世）
- 側室：星野氏（華光院）
  - 次男：鍋之助（1696年 - 1698年、早世）
- 側室：渡部氏（光樹院）
  - 三男：定英（1696年 - 1733年）
- 側室：小原氏
  - 長女：睦（1699年 - 1700年、早世）
  - 五男：善三郎（1703年 - 1709年、早世）
- 側室：村上氏
  - 四男：定章（1700年 - 1747年）
- 養子
  - 女子：恵光院（? - 1720年） - 京極高兼の娘、墓所は愛媛県松山市の法華寺の京極家墓所